# Dzień Matki
Dzień Matki – święto obchodzone jako wyraz szacunku i wdzięczności matkom. Data obchodów Dnia Matki zależy od państwa, w którym jest świętowane. W Polsce obchodzone jest 26 maja.

## Historia
Początki święta sięgają czasów starożytnych Greków i Rzymian. Kultem otaczano wtedy matki-boginie, symbole płodności i urodzaju. W późniejszych czasach Cesarstwo Rzymskie przyjęło chrześcijaństwo i tym samym zabroniono wyznawania innych bogów.
Zwyczaj ten powrócił w siedemnastowiecznej Anglii pod nazwą niedziela u matki. Początkowo co roku w czwartą niedzielę postu odprawiano modły w najbliższej katedrze. W zwykłe niedziele odbywały się one w pobliskich kościołach. Dzień, w którym obchodzono to święto, był wolny od pracy. Do tradycji należało składanie matce podarunków, głównie kwiatów i słodyczy, w zamian za otrzymane błogosławieństwo przetrwał do XIX wieku. Ponownie zaczęto go obchodzić po zakończeniu II wojny światowej.
Inaczej historia tego święta przedstawia się w Stanach Zjednoczonych. W 1858 roku amerykańska nauczycielka Ann Maria Reeves Jarvis ogłosiła Dni Matczynej Pracy, zaś od 1872 roku Dzień Matek dla Pokoju promowała Julia Ward Howe. Annie Marie Jarvis, córce Ann Jarvis, w 1905 roku udało się ustanowić Dzień Matki. Z czasem zwyczaj ten rozpowszechnił się na niemal wszystkie stany, zaś w 1914 roku Kongres Stanów Zjednoczonych uznał przypadający na drugą niedzielę maja Dzień Matki za święto narodowe.

### Dzień Matki w Polsce

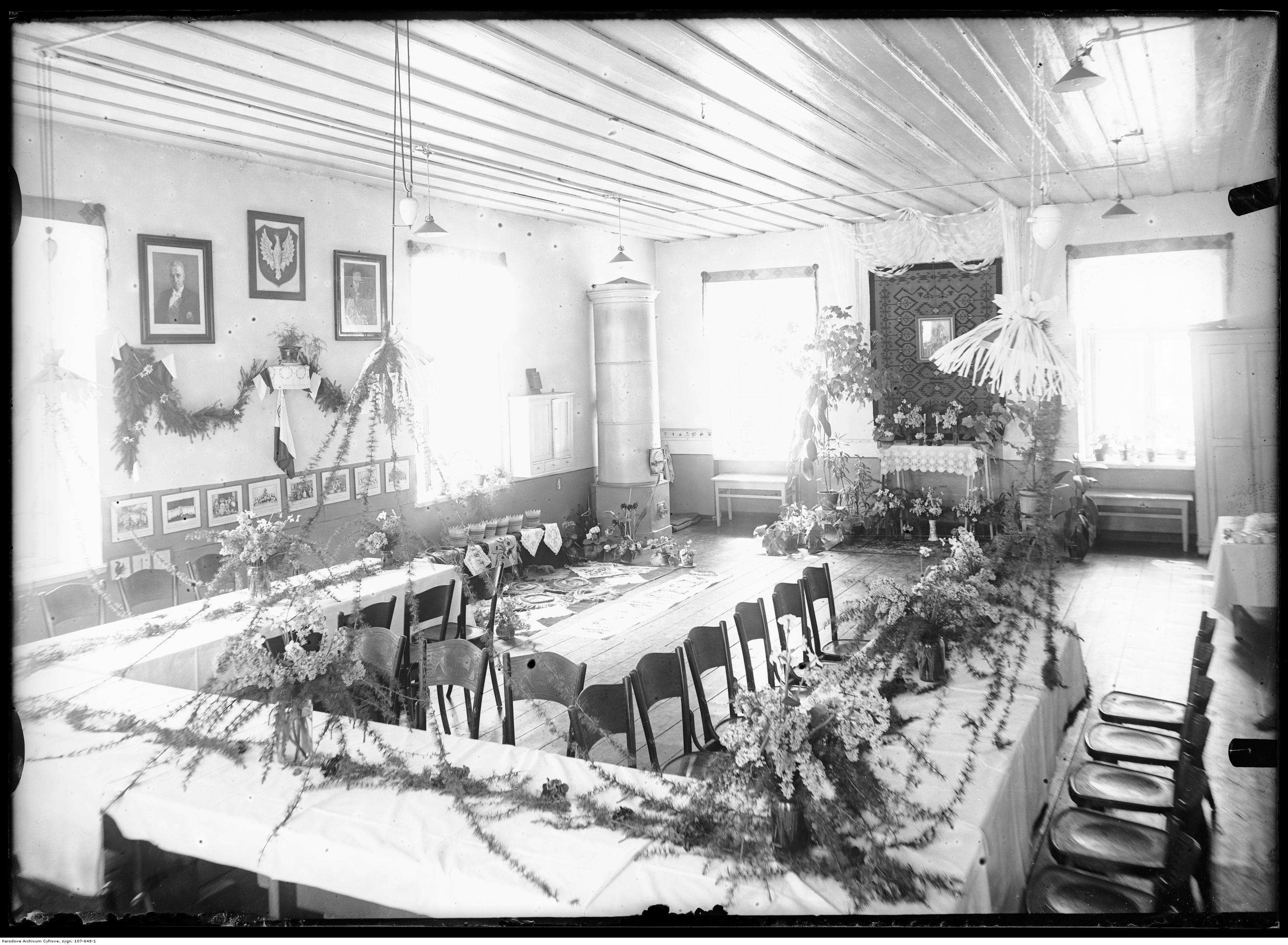
Sala przedszkolna w Garwolinie przygotowana na obchody Dnia Matki, 1934

W Polsce przedwojennej obchodzono Dzień Matki (wydaje się, że nie było ustalonej corocznej daty, np. niedziela 13 maja 1934 roku, niedziela 7 maja 1939 roku), przy czym ich organizacją zajmował się Polski Czerwony Krzyż.
Dzień Matki (Muttertag) był obchodzony jako ważne święto w Generalnym Gubernatorstwie podczas okupacji niemieckiej (dzień ten był świętem w całej III Rzeszy).
Obecnie w Polsce święto to przypada na 26 maja. W tym dniu matki są zwykle obdarowywane laurkami, kwiatami oraz różnego rodzaju prezentami przez własne dzieci, rzadziej inne osoby. Święto to ma na celu okazanie matkom szacunku, miłości i podziękowania za trud włożony w wychowanie.

## Dzień Matki na świecie
Uwaga: Kraje, w których rolę Dnia Matki pełni Dzień Kobiet, zostały oznaczone symbolem krzyża (†).

| Druga niedziela lutego | Norwegia ·                                                                                             | Norwegia · | Norwegia ·                                                                                 | Norwegia ·                                                                                           | Norwegia ·                                                                                              | Norwegia · | Norwegia · | Norwegia ·                                                                                 | Norwegia ·                                          |                                                     |                                                     |                                                     |                                     |
| 3 marca | Gruzja                                                                                                 | Gruzja | Gruzja                                                                                     | Gruzja                                                                                               | Gruzja                                                                                                  | Gruzja | Gruzja | Gruzja                                                                                     | Gruzja                                              |                                                     |                                                     |                                                     |                                     |
| 8 marca | Afganistan · Albania · Kosowo · Armenia† ·                                                             | Azerbejdżan† · Białoruś† · Bośnia i Hercegowina† · | Bułgaria† · Laos · Macedonia† · Mołdawia ·                                                 | Czarnogóra† · Maroko · Rosja† · Słowenia† ·                                                          | Serbia† · Tadżykistan† · Wietnam† ·                                                                     | Serbia† · Tadżykistan† · Wietnam† · | Serbia† · Tadżykistan† · Wietnam† ·                                                                                         | Serbia† · Tadżykistan† · Wietnam† ·                                                        | Serbia† · Tadżykistan† · Wietnam† ·                 | Serbia† · Tadżykistan† · Wietnam† ·                 | Serbia† · Tadżykistan† · Wietnam† ·                 | Serbia† · Tadżykistan† · Wietnam† ·                 | Serbia† · Tadżykistan† · Wietnam† · |
| Czwarta niedziela wielkiego postu                                                                                           | Irlandia · Nigeria · Wielka Brytania ·                                                                 | |                                                                                            | | | | |                                                                                            |                                                     |                                                     |                                                     |                                                     |                                     |
| 21 marca | Bahrajn · Egipt · Jordania · Kuwejt ·                                                                  | Libia · Liban · Oman · Palestyna · | Katar · Izrael · Arabia Saudyjska · Sudan ·                                                | Syria · Zjednoczone Emiraty Arabskie · Jemen · Irak                                                  | Syria · Zjednoczone Emiraty Arabskie · Jemen · Irak                                                     | Syria · Zjednoczone Emiraty Arabskie · Jemen · Irak                                                                                                 | Syria · Zjednoczone Emiraty Arabskie · Jemen · Irak                                                                         | Syria · Zjednoczone Emiraty Arabskie · Jemen · Irak                                        | Syria · Zjednoczone Emiraty Arabskie · Jemen · Irak | Syria · Zjednoczone Emiraty Arabskie · Jemen · Irak | Syria · Zjednoczone Emiraty Arabskie · Jemen · Irak | Syria · Zjednoczone Emiraty Arabskie · Jemen · Irak |                                     |
| 25 marca | Słowenia ·                                                                                             | Słowenia · | Słowenia ·                                                                                 | Słowenia ·                                                                                           | Słowenia ·                                                                                              | Słowenia · | Słowenia · | Słowenia ·                                                                                 | Słowenia ·                                          |                                                     |                                                     |                                                     |                                     |
| 7 kwietnia | Armenia ·                                                                                              | Armenia · | Armenia ·                                                                                  | Armenia ·                                                                                            | Armenia ·                                                                                               | Armenia · | Armenia · | Armenia ·                                                                                  | Armenia ·                                           |                                                     |                                                     |                                                     |                                     |
| Pierwsza niedziela maja | Węgry · Litwa ·                                                                                        | Mozambik · Portugalia · | Rumunia · Hiszpania ·                                                                      | Rumunia · Hiszpania ·                                                                                | Rumunia · Hiszpania ·                                                                                   | Rumunia · Hiszpania · | Rumunia · Hiszpania · | Rumunia · Hiszpania ·                                                                      | Rumunia · Hiszpania ·                               | Rumunia · Hiszpania ·                               | Rumunia · Hiszpania ·                               |                                                     |                                     |
| 8 maja | Korea Południowa (Dzień rodziców) ·                                                                    | Korea Południowa (Dzień rodziców) · | Korea Południowa (Dzień rodziców) ·                                                        | Korea Południowa (Dzień rodziców) ·                                                                  | Korea Południowa (Dzień rodziców) ·                                                                     | Korea Południowa (Dzień rodziców) · | Korea Południowa (Dzień rodziców) ·                                                                                         | Korea Południowa (Dzień rodziców) ·                                                        | Korea Południowa (Dzień rodziców) ·                 |                                                     |                                                     |                                                     |                                     |
| 10 maja | Salwador · Gwatemala ·                                                                                 | Meksyk · Belize · | Meksyk · Belize ·                                                                          | Meksyk · Belize ·                                                                                    | Meksyk · Belize ·                                                                                       | Meksyk · Belize · | Meksyk · Belize · | Meksyk · Belize ·                                                                          | Meksyk · Belize ·                                   | Meksyk · Belize ·                                   |                                                     |                                                     |                                     |
| Druga niedziela maja | Anguilla · Aruba · Australia · Austria · Bahamy · Bangladesz · Barbados · Belgia · Bermudy · Bonaire · | Botswana · Brazylia · Brunei · Kanada · Kambodża · Kazachstan · Chile · Chiny† · Kolumbia · Chorwacja · | Kuba · Cypr · Czechy · Dania · Dominika · Ekwador · Estonia · Etiopia · Fidżi · Filipiny · | Finlandia · Grecja · Grenada · Gujana · Holandia · Honduras · Hongkong · Islandia · Indie · Włochy · | Jamajka · Japonia · Łotwa · Liechtenstein · Makau · Malezja · Malta · Mjanma · Niemcy · Nowa Zelandia · | Pakistan · Papua-Nowa Gwinea · Peru · Portoryko · Saint Kitts i Nevis · Saint Lucia · Saint Vincent i Grenadyny · Samoa · Singapur · Sint Maarten · | Słowacja · Południowa Afryka · Sri Lanka · Surinam · Szwajcaria · Tajwan · Tanganika · Tonga · Trynidad i Tobago · Turcja · | Uganda · Ukraina · Stany Zjednoczone · Urugwaj · Wietnam · Wenezuela · Zambia · Zimbabwe · |                                                     |                                                     |                                                     |                                                     |                                     |
| 15 maja | Paragwaj (tego samego dnia co Día de la Patria) ·                                                      | Paragwaj (tego samego dnia co Día de la Patria) · | Paragwaj (tego samego dnia co Día de la Patria) ·                                          | Paragwaj (tego samego dnia co Día de la Patria) ·                                                    | Paragwaj (tego samego dnia co Día de la Patria) ·                                                       | Paragwaj (tego samego dnia co Día de la Patria) ·                                                                                                   | Paragwaj (tego samego dnia co Día de la Patria) ·                                                                           | Paragwaj (tego samego dnia co Día de la Patria) ·                                          | Paragwaj (tego samego dnia co Día de la Patria) ·   |                                                     |                                                     |                                                     |                                     |
| 26 maja | Polska ·                                                                                               | Polska · | Polska ·                                                                                   | Polska ·                                                                                             | Polska ·                                                                                                | Polska · | Polska · | Polska ·                                                                                   | Polska ·                                            |                                                     |                                                     |                                                     |                                     |
| 27 maja | Boliwia                                                                                                | Boliwia | Boliwia                                                                                    | Boliwia                                                                                              | Boliwia                                                                                                 | Boliwia | Boliwia | Boliwia                                                                                    | Boliwia                                             |                                                     |                                                     |                                                     |                                     |
| Ostatnia niedziela maja (czasem pierwsza niedziela czerwca, jeśli ostatnia niedziela maja wypada w Zesłanie Ducha Świętego) | Algieria · Dominikana ·                                                                                | Francja (pierwsza niedziela czerwca, jeśli ostatnia niedziela maja wypada w Zesłanie Ducha Świętego) · Antyle Francuskie (pierwsza niedziela czerwca jeśli ostatnia niedziela maja wypada w Zesłanie Ducha Świętego) · | Haiti · Mauritius ·                                                                        | Szwecja · Tunezja ·                                                                                  | Szwecja · Tunezja ·                                                                                     | Szwecja · Tunezja · | Szwecja · Tunezja · | Szwecja · Tunezja ·                                                                        | Szwecja · Tunezja ·                                 | Szwecja · Tunezja ·                                 | Szwecja · Tunezja ·                                 | Szwecja · Tunezja ·                                 |                                     |
| 30 maja | Nikaragua ·                                                                                            | Nikaragua · | Nikaragua ·                                                                                | Nikaragua ·                                                                                          | Nikaragua ·                                                                                             | Nikaragua · | Nikaragua · | Nikaragua ·                                                                                | Nikaragua ·                                         |                                                     |                                                     |                                                     |                                     |
| 1 czerwca | Mongolia† (Dzień Matki i Dziecka) ·                                                                    | Mongolia† (Dzień Matki i Dziecka) · | Mongolia† (Dzień Matki i Dziecka) ·                                                        | Mongolia† (Dzień Matki i Dziecka) ·                                                                  | Mongolia† (Dzień Matki i Dziecka) ·                                                                     | Mongolia† (Dzień Matki i Dziecka) · | Mongolia† (Dzień Matki i Dziecka) ·                                                                                         | Mongolia† (Dzień Matki i Dziecka) ·                                                        | Mongolia† (Dzień Matki i Dziecka) ·                 |                                                     |                                                     |                                                     |                                     |
| Druga niedziela czerwca | Luksemburg ·                                                                                           | Luksemburg · | Luksemburg ·                                                                               | Luksemburg ·                                                                                         | Luksemburg ·                                                                                            | Luksemburg · | Luksemburg · | Luksemburg ·                                                                               | Luksemburg ·                                        |                                                     |                                                     |                                                     |                                     |
| Ostatnia niedziela czerwca                                                                                                  | Kenia ·                                                                                                | Kenia · | Kenia ·                                                                                    | Kenia ·                                                                                              | Kenia ·                                                                                                 | Kenia · | Kenia · | Kenia ·                                                                                    | Kenia ·                                             |                                                     |                                                     |                                                     |                                     |
| 12 sierpnia | Tajlandia (Urodziny Sirikit Kitiyakara)                                                                | Tajlandia (Urodziny Sirikit Kitiyakara) | Tajlandia (Urodziny Sirikit Kitiyakara)                                                    | Tajlandia (Urodziny Sirikit Kitiyakara)                                                              | Tajlandia (Urodziny Sirikit Kitiyakara)                                                                 | Tajlandia (Urodziny Sirikit Kitiyakara) | Tajlandia (Urodziny Sirikit Kitiyakara)                                                                                     | Tajlandia (Urodziny Sirikit Kitiyakara)                                                    | Tajlandia (Urodziny Sirikit Kitiyakara)             |                                                     |                                                     |                                                     |                                     |
| 15 sierpnia | Kostaryka · Antwerpia                                                                                  | Kostaryka · Antwerpia | Kostaryka · Antwerpia                                                                      | Kostaryka · Antwerpia                                                                                | Kostaryka · Antwerpia                                                                                   | Kostaryka · Antwerpia | Kostaryka · Antwerpia | Kostaryka · Antwerpia                                                                      | Kostaryka · Antwerpia                               |                                                     |                                                     |                                                     |                                     |
| Drugi poniedziałek października                                                                                             | Malawi ·                                                                                               | Malawi · | Malawi ·                                                                                   | Malawi ·                                                                                             | Malawi ·                                                                                                | Malawi · | Malawi · | Malawi ·                                                                                   | Malawi ·                                            |                                                     |                                                     |                                                     |                                     |
| 14 października | Białoruś ·                                                                                             | Białoruś · | Białoruś ·                                                                                 | Białoruś ·                                                                                           | Białoruś ·                                                                                              | Białoruś · | Białoruś · | Białoruś ·                                                                                 | Białoruś ·                                          |                                                     |                                                     |                                                     |                                     |
| Trzecia niedziela października                                                                                              | Argentyna ·                                                                                            | Argentyna · | Argentyna ·                                                                                | Argentyna ·                                                                                          | Argentyna ·                                                                                             | Argentyna · | Argentyna · | Argentyna ·                                                                                | Argentyna ·                                         |                                                     |                                                     |                                                     |                                     |
| Ostatnia niedziela listopada                                                                                                | Rosja ·                                                                                                | Rosja · | Rosja ·                                                                                    | Rosja ·                                                                                              | Rosja ·                                                                                                 | Rosja · | Rosja · | Rosja ·                                                                                    | Rosja ·                                             |                                                     |                                                     |                                                     |                                     |
| 3 listopada | Timor Wschodni ·                                                                                       | Timor Wschodni · | Timor Wschodni ·                                                                           | Timor Wschodni ·                                                                                     | Timor Wschodni ·                                                                                        | Timor Wschodni · | Timor Wschodni · | Timor Wschodni ·                                                                           | Timor Wschodni ·                                    |                                                     |                                                     |                                                     |                                     |
| 8 grudnia | Panama ·                                                                                               | Panama · | Panama ·                                                                                   | Panama ·                                                                                             | Panama ·                                                                                                | Panama · | Panama · | Panama ·                                                                                   | Panama ·                                            |                                                     |                                                     |                                                     |                                     |
| 22 grudnia | Indonezja ·                                                                                            | Indonezja · | Indonezja ·                                                                                | Indonezja ·                                                                                          | Indonezja ·                                                                                             | Indonezja · | Indonezja · | Indonezja ·                                                                                | Indonezja ·                                         |                                                     |                                                     |                                                     |                                     |
| Pozostałe kalendarze | | |                                                                                            | | | | |                                                                                            |                                                     |                                                     |                                                     |                                                     |                                     |
| Data | Odpowiednik w kalendarzu gregoriańskim                                                                 | Kraj | Kraj                                                                                       | Kraj                                                                                                 | Kraj | Kraj | Kraj | Kraj                                                                                       | Kraj                                                | Kraj                                                |                                                     |                                                     |                                     |
| 30 szwat | między 30 stycznia a 1 marca                                                                           | Izrael | Izrael                                                                                     | Izrael                                                                                               | Izrael                                                                                                  | Izrael | Izrael | Izrael                                                                                     | Izrael                                              | Izrael                                              |                                                     |                                                     |                                     |
| Baisakh Amawasja | między 19 a 29 maja                                                                                    | Nepal | Nepal                                                                                      | Nepal                                                                                                | Nepal                                                                                                   | Nepal | Nepal | Nepal                                                                                      | Nepal                                               | Nepal                                               |                                                     |                                                     |                                     |
| 20 dżumada as-sani | | Iran | Iran                                                                                       | Iran                                                                                                 | Iran | Iran | Iran | Iran                                                                                       | Iran                                                | Iran                                                |                                                     |                                                     |                                     |